# Tournebu
Tournebu is een plaats en voormalige gemeente in het Franse departement Calvados in de regio Normandië. De plaats maakt deel uit van het arrondissement Caen en telt 329 inwoners (2004).

## Geschiedenis
Cesny-Bois-Halbout fuseerde op 1 januari 2019 met Acqueville, Angoville, Cesny-Bois-Halbout en Placy tot de commune nouvelle Cesny-les-Sources.

## Geografie
De oppervlakte van Tournebu bedraagt 11,4 km², de bevolkingsdichtheid is 28,9 inwoners per km².
De onderstaande kaart toont de ligging van Tournebu met de belangrijkste infrastructuur en aangrenzende gemeenten.

## Demografie
Onderstaande figuur toont het verloop van het inwonertal (bron: INSEE-tellingen).
Vanwege een beveiligingsprobleem met de MediaWiki Graph-software is het momenteel niet mogelijk deze grafiek weer te geven. Zodra de software is bijgewerkt zal de grafiek vanzelf weer zichtbaar worden.
Acqueville · Angoville · Cesny-Bois-Halbout · Placy · Tournebu